# Hôtel de la Caisse d'épargne de Sainte-Menehould
L'hôtel de la Caisse d'épargne est un bâtiment de la fin du XIXe siècle situé à Sainte-Menehould, en France. Il est partiellement inscrit aux monuments historiques depuis 1952.

## Situation et accès
L'édifice est situé au no 17 de la rue du Docteur-Verron, aux angles de la rue du Docteur-Rousseau et de la place des Maréchaux-Leclerc-et-de-Lattre, dans le centre-ville d'Épernay. Plus largement, il se trouve dans le département de Marne, en région Grand Est.

## Histoire

### Concours
La Caisse d'épargne de Sainte-Menehould décide la construction d'un hôtel pour accueillir ses services et achète, à cet effet, un terrain sur la place de l'Hôtel-de-Ville. Vers 1895, un concours pour la construction d'un tel hôtel est ainsi ouvert. Il impose, pour une somme à consacrer de 50 000 francs, les dispositions suivantes :

« Les bureaux de la Caisse comprendront : une pièce pour le public et les bureaux, sans autre séparation qu'un guichet bien installé ; une salle pour les directeurs et une ou plusieurs pièces pour les archives. Logement du caissier.
La superficie du terrain est telle, que la somme dont la Caisse dispose ne paraît pas suffisante pour la pouvoir couvrir toute entière d'une construction ; il sera donc loisible aux architectes de réserver une cour ou jardin, les besoins de la Caisse n'exigeant d'ailleurs pas une construction aussi importante. »

| Prix | Candidat      | Ville           | Prime              |
| ---- | ------------- | --------------- | ------------------ |
| 1er  | Henri Piquart | Épernay (Marne) | Prime et exécution |

## Statut patrimonial et juridique
Les façades et toitures des immeubles bordant la place du Général-Leclerc — incluant donc celles de l'hôtel de la Caisse d'épargne —, font l'objet d'une inscription au titre des monuments historiques par arrêté du 27 février 1952, en tant que propriété privée.